# Els de Schepper
Pour les articles homonymes, voir Schepper.
Els de Schepper, de son nom de naissance Els Baziel Germain de Schepper, née le 5 octobre 1965  à Saint-Nicolas, est une chanteuse, humoriste, actrice, et écrivain belge.

## Biographie
Els de Schepper étudie en 1990 au Studio Herman Teirlinck à Anvers.
En 2014, grâce à sa victoire aux Poulain du Rire, elle participe, en français, au Festival du Rire de Rochefort et y remporte le Tremplin du Rire.

## Filmographie

### Shows
- Konijnen, schoenen en de Schepper (1993)
- Vlaamse Zeep (1995)
- Aaibaarheidsfactor nr. 7 (1997)
- De Witte Negerin (1999)
- Lustobject (2001)
- Puur (2003)
- Intiem (2004)
- Terug Normaal! (2005)
- Supervrouw (2007)
- Els de Schepper Roddelt (2009)[2]

## Albums
- Vlaamse Zeep
- De witte negerin
- Beauty of it all
- Terug Normaal!
- Supervrouw!
- Ongezouten (2009)

## Positions dans l'Ultratop 50
| Single(s)                        | Date | Sortie | Position | Semaines | Commentaire |
| -------------------------------- | ---- | ------ | -------- | -------- | ----------- |
| Als Ik Je Morgen Ergens Tegenkom | 2006 | -      | 12       | 11       | -           |
| Expeditie Naar Mijn Hart         | 2006 | -      | -        | -        | -           |

## Publications
- Het heeft zin (2002)
- De ziel die haar naam zelf koos (2004)